# Carlos Ramírez (Colombiaans voetballer)

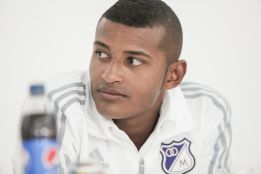

Carlos Andrés Ramirez  (1 mei 1988, Pereira, Risaralda) is een Colombiaanse voetballer. De verdediger speelt sinds 2016 voor de Deportiva Alianza Petrolera, als huurling van América de Cali dat hem in 2016 overnam van Millonarios FC.